# Žnidarčič
Žnidarčič je priimek več znanih Slovencev: 
- Andrej Žnidarčič - Jakoslav (1835—1913), duhovnik in narodni buditelj
- Andrej Žnidarčič (*1957), pisatelj, pesnik, šahovski publicist in enigmatik
- Asta Žnidarčič/Znidarčič (1916—2006), pesnica, umetnostna zgodovinarka
- Branko Žnidarčič, izdelovalec mask
- Ivan Žnidarčič (1876—1960), slikar, risar, šolnik, publicist
- Jana Pečečnik Žnidarčič (*1969), oblikovalka vizualnih komunikacij, ilustratorka, fotografinja, scenografka, kostumografka
- Nejc Žnidarčič (*1984), kajakaš
- Peter Žnidarčič (*1992), kajakaš
- Sara Smrajc Žnidarčič, kostumografinja
- Tadej Žnidarčič, reportažni fotograf (Afrika)